# Frances Ruffelle
Frances Ruffelle (Redbridge, 29 agosto 1965) è un'attrice e cantante inglese, nota soprattutto per aver interpretato Éponine nella produzione originale di Londra e di Broadway di Les Misérables.

## Biografia
Debutta nel West End nel 1984 con The Sleeping Prince, a cui segue il grande successo di Andrew Lloyd Webber Starlight Express. Nel 1985 lascia Starlight per interpretare Éponine nella produzione originale londinese di Les Misérables accanto ad artisti come Patti LuPone, Roger Allam, Michael Ball e Colm Wilkinson. Frances e Colm Wilkinson sono gli unici membri del cast originale a trasferirsi a New York nel 1987 per la prima produzione di Broadway di Les Misérables: lo show è un grande successo e Frances vince il Tony Award alla miglior attrice non protagonista in un musical.
Nel 1988 torna a Londra per cantare in un adattamento concertale di Mack & Mabel e l'anno successivo interpreta Children Of Eden. Frances è stata coinvolta nei primi workshop di grandi successi come Miss Saigon e Sunset Boulevard, ma non è mai apparsa nelle produzioni ufficiali di questi spettacoli. Nel 1994 partecipa all'Eurovision Song Contest, classificandosi decima.
Nel 1997 è ritornata ad interpretare brevemente Eponine nel West End. Ha lavorato ancora in diverse produzioni di musical a Londra, tra cui Pippin, Chicago e Piaf; nel 2010 è stata una delle ospiti speciali al concerto del venticinquesimo anniversario di Les Misérables e nel 2012 ha interpretato una delle prostitute nell'adattamento cinematografico del musical realizzato da Tom Hooper. Nel 2017 torna sulle scene londinesi con il musical The Wild Party di Michael John LaChiusa, in scena al The Other Palace con John Owen-Jones, Donna McKechnie e Victoria Hamilton-Barritt.
È stata sposata con il regista John Caird dal 1990 al 1993 ed è la madre della cantante Eliza Doolittle.